# 唐·奥伯道夫
唐·奥伯道夫（英語：Donald Oberdorfer Jr.，1931年5月28日—2015年7月23日），是美国《华盛顿邮报》资深记者。

## 生平
1931年出生于美国亚特兰大，毕业于普林斯顿大学，约翰斯·霍普金斯大学国际学院教授。

## 荣誉
2008年获得詹姆斯·A·范·佛里特奖。